# اجتماعوية ساذجة
تفسير مفرط في التبسيط للظواهر الاجتماعية، يحرف المادية التاريخية عن طريق المبالغة في عوامل معينة للتطور الاجتماعي، مثل الآلات، وأشكال الإنتاج، والإدارة، والاقتصاد، والسياسة والإيديولوجية. وهي بمعنى ضيق مفهوم مفرط في التبسيط للمحتوى الطبقي للإيديولوجية. وكانت النزعة الاجتماعوية الساذجة، فيما يتعلق بالفلسفة، تنكر الاستقلال النسبي للإيديولوجية، وتستدل على كل الاشكال الإيديولوجية مباشرة من أسلوب الإنتاج. وقد أعطت تفسيراً فجاً للرابطة بين إبداع الكتاب والطبقات، والصراع الطبقي. وكان الاعتقاد بأن اللغة ظاهرة طبقية تنتمي للبناء الفوقي (عند ن.مار وأتباعه) أحد ضروب النزعة الاجتماعوية الساذجة في علم اللغة.
والاجتماعوية الساذجة فيما يتعلق بالفلسفة، كان يمثلها (بوغدانوف، شولياتيكوف). وفيما يتعلق بعلم الجمال والنقد الأدبي، كان يمثلها (ف.شولياتيكوف، ف.بيريفرزيف، ف.فريتش).